# Ferdinand Hirt

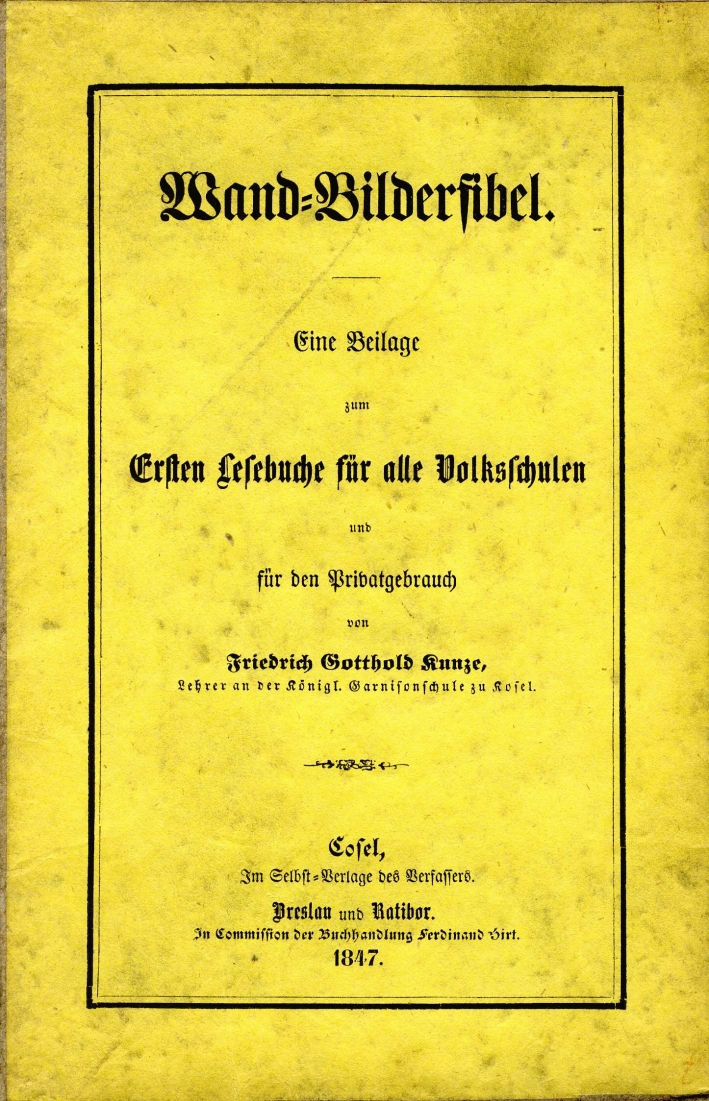
Wandbilderfibel von 1847

Ferdinand Hirt (* 21. April 1810 in Lübeck; † 5. Februar 1879 in Breslau) war ein deutscher Universitäts- und Verlagsbuchhändler in Breslau.

## Leben
Nach der Schulzeit in Lübeck erlernte Ferdinand Hirt von 1827 bis 1830 bei Johann Friedrich Korn in Breslau den Beruf des Buchhändlers. 1832 eröffnete er dort eine eigene Buchhandlung. Nach einiger Zeit als Sortimentsbuchhändler begann er, Lehr- und Jugendbücher zu verlegen. Beispielsweise übernahm er die zuerst im Jahre 1847 im Selbstverlag erschienene Wand-Bilderfibel von Friedrich Gotthold Kunze, die als eine der ersten Schulbücher für alle Volksschulen gilt. Besonderen Wert legte er auf die Illustration der bei ihm verlegten Werke mit Holzschnitten. 
Anfang der 1860er Jahre wurde er zum königlichen Universitätsbuchhändler ernannt. 1864 verkaufte er sein Sortimentsgeschäft und widmete sich von da an nur noch dem Verlag. Einen Teil seines Unternehmens gab er an seinen Sohn Arnold Hirt ab, der damit den Verlag Ferdinand Hirt & Sohn in Leipzig gründete. Arnold Hirt übernahm nach dem Tod seines Vaters auch den Breslauer Verlag Ferdinand Hirt.

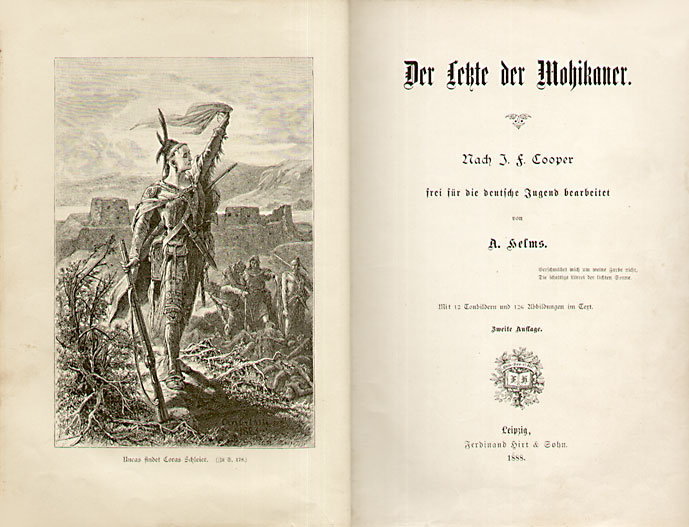
Titelblatt einer deutschen Ausgabe von Coopers "Der letzte der Mohikaner" des Verlags Ferdinand Hirt & Sohn, 1888

Eine Nachfahrin von ihm ist Margarete Gräfin Keyserlingk, geb. Hirt, Erbin von Gut und Schloss Cammerau.Gutsherrin war.